# Les Dix Audacieux
Pour plus de détails, voir Fiche technique et Distribution.
Les Dix Audacieux (Ten Who Dared) est un film américain de William Beaudine sorti en 1960. Le film est une adaptation du journal de l'officier et explorateur américain John Wesley Powell, lors de sa navigation dans le Grand Canyon en 1869.

## Synopsis
En 1869, John Wesley Powell se lance dans une expédition pour descendre le fleuve Colorado dans le Grand Canyon.

## Fiche technique
- Titre original : Ten Who Dared
- Titre français : Les Dix Audacieux
- Réalisateur : William Beaudine assisté de Russ Haverick
- Scénario : Lawrence Edward Watkin d'après John Wesley Powell
- Producteur : Walt Disney, James Algar (associé)
- Image : Gordon Avil
- Montage : Norman R. Palmer et Cotton Warburton
- Direction artistique : Carroll Clark et Hilyard M. Brown
- Décors de plateau : Emile Kuri
- Costumes : Chuck Keehne
- Maquillage : Pat McNalley
- Technicien du son : Robert O. Cook (superviseur), Harry Lindgren
- Effets visuels :
  - Effets spéciaux : Ub Iwerks
  - Artiste Matte : Albert Whitlock
- Musique :
  - Composition originale : Oliver Wallace
  - Orchestration : Joseph Dubin
  - Montage musical : Evelyn Kennedy
  - Chansons : Lawrence Edward Watkin et Stan Jones (Ten Who Dared, Roll Along et 'Jolly Rovers)
- Conseiller technique : Otis 'Dock' Marston
- Société de production : Walt Disney Productions
- Société de distribution : Buena Vista Distribution
- Date de sortie : 18 octobre 1960
- Durée : 92 min.
- Pays de production :  États-Unis
- Langue : anglais

Sauf mention contraire, les informations proviennent des sources suivantes : Leonard Maltin, IMDb

## Distribution
- Brian Keith : William 'Bill' Dunn
- John Beal : Maj. John Wesley Powell
- James Drury : Walter Powell
- R. G. Armstrong : Oramel Howland
- Ben Johnson : George Bradley
- L.Q. Jones : Billy 'Missouri' Hawkins
- Dan Sheridan : Jack Sumner
- David Stollery : Andrew 'Andy' Hall
- Stan Jones : Seneca Howland
- David Frankham : Frank Goodman

Source : Leonard Maltin, Dave Smith et IMDb

## Sorties cinéma
Sauf mention contraire, les informations suivantes sont issues de l'Internet Movie Database.
- États-Unis : 18 octobre 1960 (première), 1er novembre 1960 (nationale)

## Origine et production
Le projet du film est à l'origine intéressant, une exploration du fleuve Colorado en 1869 par le Major John Wesley Powell, et son scénario est confié à une personne d'expérience, Lawrence Edward Watkin. Le film reprend donc l'histoire de ce futur géographe lors de sa navigation dans le Grand Canyon.
Afin d'ajouter à l'action, le scénario place des personnages fortement antagonistes avec par exemple un britannique alcoolique ou le confédéré George Bradley face à Walter Powell, frère de John mais ayant été fait prisonnier par les états du Sud durant la Guerre de Sécession. Pour les décors, la majeure partie du film a été tournée en studio hormis quelques scènes en extérieur mais pour les deux, le film use, et abuse selon Maltin, de prises de vue rapprochées. John Beal avait donné sa voix pour le film Danny, le petit mouton noir (1948).
Le film a été diffusé dans l'émission The Wonderful World of Disney le 14 avril 1968 sur NBC dans une version écourtée. le film est sorti en vidéo en 1986.

## Analyse
Pour Leonard Maltin, Les Dix Audacieux est le pire, « le fond du fond des films de Disney tellement il est mauvais ». Il trouve que le film est très maladroit, que le réalisateur William Beaudine n'était pas inspiré. Pour Steven Watts, le film fait partie des histoires américaines du XIXe siècle adaptées par le studio Disney durant les années 1950, l'un des sujets d'aventures présenté par le studio à destination d'un public masculin tout comme l'histoire d'Angleterre.
Les personnages antagonistes forment une situation impossible dès le départ qui rend la mutinerie comme seule solution envisageable à court terme tandis que les éléments géologiques sont relégués à des incidents de parcours.
Même la conclusion n'est pas possible, incroyable et inacceptable, avec le nordiste et le sudiste qui, apprenant que la guerre est finie, chantent harmonieusement autour d'un feu de camp après avoir tenté de se tuer l'un l'autre,. Le personnage le plus vivant est William 'Bill' Dunn de par son côté bagarreur et malgré son exubérance insupportable.